# Synedoida decepta
Synedoida decepta är en fjärilsart som beskrevs av John Kern Strecker 1899. Synedoida decepta ingår i släktet Synedoida och familjen nattflyn. Inga underarter finns listade i Catalogue of Life.